# Аділь Ґерай (калга)
Аділь Ґерай (крим. Adil Geray, عادل كراى; убитий 25 липня 1579 року) — кримський калга (1577—1578), син кримського хана Девлет I Ґерая і молодший брат Мехмед II Ґерая.

## Біографія
Син Девлет I Ґерая і Айше Фатми Султан.
Аділь Ґерай брав участь в численних військових походах свого батькана на Московську і Польсько-Литовську держави.
У 1563 році 10-тисячне татарське військо під командуванням двох царевичів, калги-султана Мехмеда Ґерая і Аділя Ґерая, вторглося в південноруські володіння і обложило місто Михайлов. Кримськотатарські загони приходили на деділовські, пронскі і рязанські місця.
В 1567 Аділь Ґерай разом з братами Мехмедом Ґераєм і Алпом Ґераєм зробив великий похід на Кабарду, проти «пятигорских черкас». Кримські татари спустошили і зруйнували всю кабардинский землю, захопивши в полон двадцять тисяч чоловік. За іншими даними, «черкесов деи царевичи не извоевали», тобто кримські татари були вигнані.
У 1570 році ханзаде Аділь Ґерай очолив каральний похід на Адигеї. На допомогу адигейцям прибув кабардинський князь Темрюк Ідаровіч, союзник Московії. У запеклій битві при Ахуже (ліва притока Кубані) кримські татари розгромили кабардинців. Сам князь-валій всій Кабарди Темрюк Ідаровіч був смертельно поранений, а двоє його синів, Мамстрюк і Беберюк, потрапили в полон.
В кінці правління Девлет I Ґерая відносини між його старшими синами, калги Мехмед Ґерая і Аділем Ґерая, вкрай загострилися. Аділь Ґерай пішов з Криму і оселився на сході від Перекопу, на берегах річки Кальміус, де побудував для себе місто Боли-Сарай. Йому корилися ногайські племена, що переселялися в кримські володіння з Поволжя.
У червні 1577 році помер кримський хан Девлет I Ґерай (1551—1577). На ханський престол вступив його старший син і калга Мехмед II Герай (1577—1584), який призначив новим калгу свого молодшого брата Аділя Ґерая.
У 1578 році почалася друга персько-османська війна (1578—1590). У 1578 році за розпорядженням османського уряду кримський хан Мехмед Герай змушений був відправити велике кримське військо в Закавказзя. Восени 20-тисячне військо під командуванням калги Аділя Ґерая, ханзаде Шакая Мубарека Ґерая і Гази Ґерая вступило в Ширван. Перський воєначальник і ширванський беглярбек Арас-хан Румлу з іранським військом 17 листопада осадив Шемаху, де знаходився османський гарнізон під командуванням Оздеміроглу Осман паші. На третій день облоги, 20 листопада, під Шемахи з'явилося кримськотатарське військо, яке разом з османами розгромило перське військо. У битві під Шемахи іранці втратили до 8 тисяч осіб.
За повідомленням османського літописця Ібрахіма Рахімізаде, після перемоги три дні тривав грандіозний бенкет, на якому османи вшановували кримських ханзаде. Кожному з них був подарований почесний халат, мечі та кинджали, вкриті коштовним камінням і племінних коней.
Потім кримське військо розпочало похід на Муганський степ, де розорило кочовища тюркські племені румлу. Кримські татари захопили безліч полонених, яких привели назад в Ширван.
Незабаром 80-тисячна сефевидська армія під проводом іранського престолонаслідника Хамзи-мірзи і візира Мірзи Салмана виступила з Карабаху на Ширван. 26 листопада перси взяли в облогу османський гарнізон в Шемахе. Османський воєначальник Оздеміроглу Осман паша відправив гінців до калги Аділь Ґерай, просячи його разом з військом прибути до нього на допомогу під Шемаху. Хамза-мірза відправив частину перської армії назустріч кримським татарам.
28 листопада 1578 року біля містечка Моллахасан на березі річки Аксу сталася битва між кримською і перською армією. Першими в бій вступили передові загони протиборствующих сторін. Калга Аділь Ґерай не був готовий до майбутнього бою. Кримські татари не зуміли стримати натиск перських військ і, незважаючи на особистий героїзм Аділя Ґерая, «який кинувся в бій як розлючений лев», бій закінчився розгромом кримськотатарських військ. Сам калга-султан Аділь Ґерай був захоплений в полон.
Принц Хамза-мірза з почестями прийняв калгу Аділя Ґерая в своїй ставці і відправив його в Персію. У полоні Аділь Ґерай проживав в Казвін, столиці Сефевідської імперії. Принц Хамза-мірза і його батько, іранський шах Мухаммад Худабенде (1577—1587), прагнули налагодити дружні відносини з Кримським ханством. Мухаммад Худабенде навіть планував породичатися з Аділем Ґераєм і одружити його на одній зі своїх доньок. Однак цим планам не судилося збутися. У липні 1579 року полонений ханзаде Аділь Ґерай, звинувачений в таємному зв'язку з матір'ю Хамзи-мірзи, був страчений.

## Сім'я
Син
- Ханзаде Бахті (пм.1597р)

Внук
- Ханзаде Аділь (зг. 1595р)